# Сальтільйо
Сальтільйо (ісп. Saltillo, ацт. Saltillo) — місто в північній Мексиці, адміністративний центр штату Коауїла.

## Клімат
Місто знаходиться у зоні, котра характеризується кліматом помірних степів та напівпустель. Найтепліший місяць — червень із середньою температурою 23.2 °C (73.8 °F). Найхолодніший місяць — січень, із середньою температурою 12.1 °С (53.8 °F).
| Клімат Сальтільйо       | Клімат Сальтільйо | Клімат Сальтільйо | Клімат Сальтільйо | Клімат Сальтільйо | Клімат Сальтільйо | Клімат Сальтільйо | Клімат Сальтільйо | Клімат Сальтільйо | Клімат Сальтільйо | Клімат Сальтільйо | Клімат Сальтільйо | Клімат Сальтільйо | Клімат Сальтільйо |
| Показник                | Січ.              | Лют.              | Бер.              | Квіт.             | Трав.             | Черв.             | Лип.              | Серп.             | Вер.              | Жовт.             | Лист.             | Груд.             | Рік               |
| Абсолютний максимум, °C | 36,5              | 33                | 36,5              | 39                | 40                | 40,5              | 39,5              | 37                | 37,5              | 39                | 34,5              | 31                | 40,5              |
| Середній максимум, °C   | 19,7              | 21,4              | 24,7              | 27,9              | 29,9              | 30,2              | 29,7              | 29,2              | 26,7              | 24,8              | 22,5              | 20                | 25,6              |
| Середня температура, °C | 12,1              | 13,6              | 16,8              | 20                | 22,3              | 23,2              | 23                | 22,6              | 20,3              | 18                | 15,2              | 12,7              | 18,3              |
| Середній мінімум, °C    | 4,5               | 5,7               | 8,8               | 12,1              | 14,8              | 16,1              | 16,3              | 15,9              | 14                | 11,2              | 7,8               | 5,5               | 11,1              |
| Абсолютний мінімум, °C  | −14,5             | −10,5             | −6                | 0                 | 0,5               | 6,5               | 4                 | 8                 | 1,3               | −3                | −5                | −11               | −14,5             |
| Норма опадів, мм        | 16                | 12                | 8                 | 15                | 30                | 47                | 61                | 59                | 62                | 31                | 12                | 14                | 369               |
| Днів з дощем            | 3,4               | 2,7               | 2                 | 3,4               | 5,1               | 6,3               | 8,8               | 9,2               | 7,9               | 5,1               | 3                 | 3,3               | 60,2              |
| ----------------------- | ----------------- | ----------------- | ----------------- | ----------------- | ----------------- | ----------------- | ----------------- | ----------------- | ----------------- | ----------------- | ----------------- | ----------------- | ----------------- |
| Джерело: Weatherbase    |                   |                   |                   |                   |                   |                   |                   |                   |                   |                   |                   |                   |                   |

## Історія

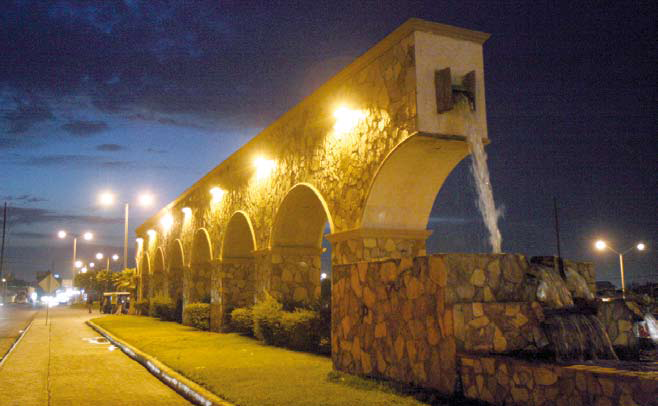
Історичний акведук

Сальтільйо — найстаріше місто в північній Мексиці. Заснований у 1577 році іспанськими колонізаторами.

## Населення
За даними 2005 року в Сальтільо проживало 633 тисячі чоловік.

## Економіка
Торгово-транспортний і гірськовидобувничий центр Північної Мексики. Підприємства кольорової металургії, сільськогосподарського машинобудування, текстильної, шкіряної промисловості. З'єднаний трубопроводами з районами нафтогазової промисловості на узбережжі Мексиканської затоки.